# Bel Ombre
Bel Ombre of Belombre (Frans voor Mooie Schaduw) is een administratief district van de Seychellen aan de noordkust van het hoofdeiland Mahé van de eilandnatie. Het heeft een oppervlakte van zo'n negen vierkante kilometer en had bij de volkstelling van 2002 3538 inwoners. In 2010 bedroeg het aantal inwoners 3708. Een deel van het goed toegankelijke Morne Seychellois National Park ligt op het grondgebied van dit district.